# Fenix (televisieserie)
Fenix is een Nederlandse misdaadserie van KPN Presenteert met hoofdrollen vertolkt door Rifka Lodeizen en Teun Luijkx. De serie werd geproduceerd door Lemming Film en ging nog voor de tv-première op 26 januari 2018 in première op het Internationaal Film Festival Rotterdam. Sinds 31 januari 2020 verscheen de serie ook op Netflix.

## Verhaal
Het verhaal speelt zich voornamelijk af in de provincie Noord-Brabant. Als een ontmanteling plaatsvindt van een drugsimport in de haven van Antwerpen, is het oorlog in de Brabantse onderwereld. Kampbewoner en drugscrimineel Jos Segers sluit een deal met Peter Haag, officier van justitie Midden-Brabant in samenwerking met de Vlaamse collega Petra Bijens om aannemer en xtc-crimineel Gideon Bas te pakken te krijgen. De arrestatie loopt uit in een bloedbad, waarbij vier Nederlandse en vier Belgische agenten om het leven komen. Petra Bijens wordt op non-actief gezet, de kampbewoners worden aangevallen, waarbij Jos Segers om het leven komt en Peter Haag eveneens als hij zijn hotelkamer binnenkomt. Jara Terwijde, rechereur uit Amsterdam en de dochter van Peter komt terug naar Brabant om haar vaders onschuld te bewijzen. Ook Rens Segers, de zoon van Jos die zijn criminele familie was ontvlucht, komt terug naar huis. Zijn moeder vraagt hem om de familie-eer er te redden.

## Rolverdeling
| Acteur               | Personage      |
| -------------------- | -------------- |
| Rifka Lodeizen       | Jara Terwijde  |
| Teun Luijkx          | Rens Segers    |
| Jack Wouterse        | Gideon Bas     |
| Micha Hulshof        | Aantje         |
| Rutger de Bekker     | Simon Reinders |
| Chris Nietvelt       | Petra Bijens   |
| Julia Ghysels        | Anette         |
| Marie Louise Stheins | Ien            |
| Steef Cuijpers       | Jan Segers     |
| Jet Bos              | Mira Haag      |
| Jan Bijvoet          | Sev Herzof     |
| Leon de Waal         | Bjorn          |
| Seno Sever           | Bulut Merzig   |
| Abke Haring          | Appolonia      |
| Nanette Edens        | Claire Haag    |
| Tibo Vandenborre     | Torre          |
| Aaron Roggeman       | David Herzof   |
| René van Asten       | Nico Vonder    |
| Wim Opbrouck         | Baruch         |
| Stefan Perceval      | Sergio         |
| Hans Dagelet         | Peter Haag     |
| Clara van den Broek  | Ayala          |
| Björn van der Doelen | Maik           |
| Flor Decleir         | Niels          |
| Bart Slegers         | Jos Segers     |
| Stany Crets          | Didier         |
| Noureddine Farihi    | Fatih          |
| Ilse van Kollenburg  | Secretaresse   |